# Mohammad Ghadir
Mohammad Ghadir (árabe: محمد غدير, hebreo: מוחמד גאדיר; nació el 21 de enero de 1991) es un futbolista profesional árabe israelí que juega de delantero, actualmente en el Bnei Yehuda de la Liga Premier de Israel.

## Clubes
| Club                      | País    | Año           |
| ------------------------- | ------- | ------------- |
| Maccabi Haifa FC          | Israel  | 2008-2015     |
| Red Star Waasland-Beveren | Bélgica | 2012-2013     |
| Bnei Sakhnin F.C.         | Israel  | 2013-2015     |
| Lokeren Oost-Vlaanderen   | Bélgica | 2015-2016     |
| Hapoel Be'er Sheva        | Israel  | 2016-2018     |
| Bnei Sakhnin              | Israel  | 2018-2019     |
| Bnei Yehuda               | Israel  | 2019-presente |

## Palmarés

### Campeonatos nacionales
| Título                 | Club               | País   | Año       |
| ---------------------- | ------------------ | ------ | --------- |
| Liga Premier de Israel | Maccabi Haifa FC   | Israel | 2008-2009 |
| Liga Premier de Israel | Maccabi Haifa FC   | Israel | 2010-2011 |
| Liga Premier de Israel | Hapoel Be'er Sheva | Israel | 2015-2016 |
| Supercopa de Israel    | Hapoel Be'er Sheva | Israel | 2016-2017 |
| Copa Toto              | Hapoel Be'er Sheva | Israel | 2016-2017 |
| Liga Premier de Israel | Hapoel Be'er Sheva | Israel | 2016-2017 |
| Supercopa de Israel    | Hapoel Be'er Sheva | Israel | 2017-2018 |